# Goyavier du Chili
Ugni molinae
Pour les articles homonymes, voir Ugni (homonymie).
Espèce
Le goyavier du Chili (Ugni molinae) est une espèce de plantes à fleurs de la famille des myrtacées. C'est un arbuste fruitier (1,80 m), endémique et natif du Chili. Son nom vernaculaire espagnol est murta ou murtilla. Le fruit au goût de fraise des bois est utilisé pour la production de l'arôme de fraise.
Il a été nommé en hommage à Juan Ignacio Molina. C'était un des fruits préférés de la reine Victoria.

## Description
L'arbuste mesure jusqu'à 2 m de hauteur.

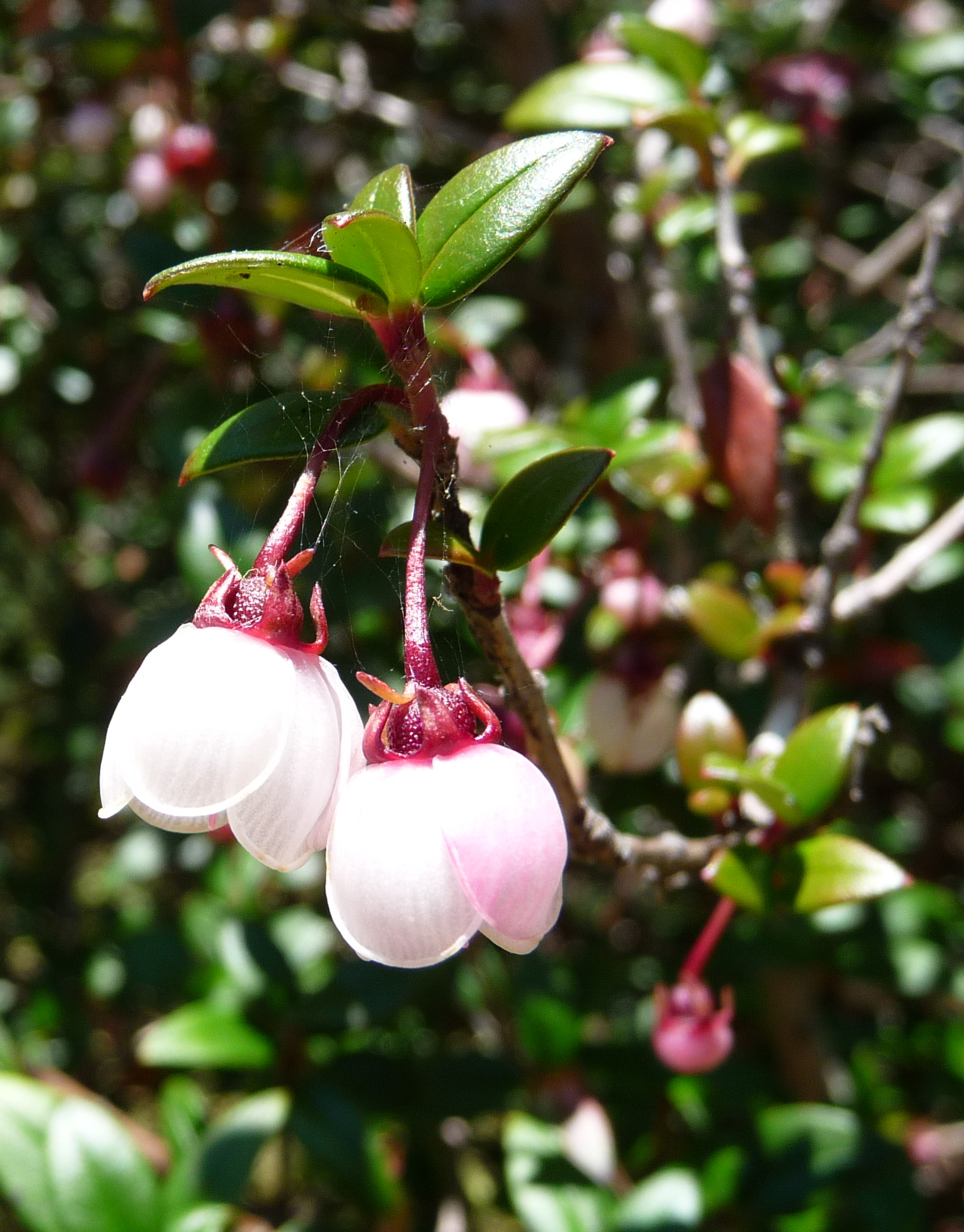
Fleurs du goyavier du Chili.

Son feuillage est persistant. Ses feuilles peuvent être utilisées pour faire un substitut de thé et ses graines pour faire un substitut de café.
Les fleurs hermaphrodites de couleur blanc rosé ont une forme de cloche.
Les goyaves du Chili, aussi appelées ugnis ou murtillas, sont des petites baies de 5 mm à 15 mm de diamètre, de couleur rouge, et au goût très prononcé de fraise. Étonnement, le fruit est de couleur rouge clair avec des traces blanches par endroits lorsqu'il est mûr et rouge foncé lorsqu'il est encore immature.
Les graines ont un diamètre de 1,5 à 2 mm.

## Culture
L'espèce est rustique jusque -5 °C (Zone USDA 8). Elle préfère les sols acides.
Le goyavier du Chili est sensible au thrips.
Il supporte bien la taille et peut être formé en haie.
Il se multiplie assez facilement par semis (pré-tremper les graines au moins 24 heures dans de l'eau), bouture à talon semi-aoûté ou marcotte.

## Utilisation
Au Chili, on utilise le fruit pour faire une liqueur, la Murtado.
L'abondance des fleurs et leur richesse en nectar les rendent attrayantes pour les abeilles, leurs principaux pollinisateurs, qui produisent ainsi un miel à l'arôme distinctif.
Le fruit est commercialisé en Nouvelle-Zélande, en Australie et en Tasmanie sous les noms respectifs de « New Zealand cranberry " et « Tazziberry ».